# 和歌山短期大学
和歌山短期大学（わかやまたんきだいがく）は、和歌山県和歌山市西ノ庄字権社谷において1981年に設置が計画されていたものの開学しなかった日本の私立短期大学である。詳細は後述。

## 概要
- 和歌山県和歌山市に設置される予定のあった日本の私立短期大学。
- 当時、既存の和歌山県睦栄養学校[注 2]を母体として1981年の開学を計画していた旨の書類がある[3]。
- それによると当初、2学科体制で入学総定員150名にて設置する予定となっていたが、結局は見送りになり開学せず現在に至る[注 3]。
- ちなみに、和歌山短期大学が設置される予定だった前年の1980年、各種学校の和歌山県睦栄養学校の生徒数は100、所在地は「和歌山市十番丁18」となっている[8]
- さらに、同校は1985年には大阪府泉南郡岬町3169‐18に移転され、経営母体は学校法人河島学園であったことが明らかになっている[注 4]。なお、睦栄養専門学校は現存しない。

## 設置予定のあった学科
- 食物栄養学科 入学定員50名
- 社会福祉学科 入学定員100名

## 沿革
- 1958年
  - 河島文子により和歌山県睦栄養学校が設置される[注 5]
- 1978年
  - 2月 短期大学設立準備の開始。
  - 6月 設立準備財団委員会の発足。
  - 7月 準備財団認可申請書類の準備開始。
  - 12月 短期大学の用地決定。
- 1979年
  - 5月 文部省[注釈 1]に準備財団認可申請書類の提出。用地造成工事の開始。
  - 7月 文部省[注釈 1]に学校法人認可申請書類の提出。
  - 12月 用地造成工事の終了。
- 1980年
  - 6月 校舎建築着工。
  - 9月 - 厚生省に栄養士養成施設認可申請に関する書類の提出。
  - 12月 校舎建築完了。
- 1981年 - 和歌山短期大学の開学予定。